# C/1956 R1 (Аренда — Роланда)
Комета C/1956 R1 (Аренда — Роланда) — довгоперіодична комета, виявлена 8 листопада 1956 року бельгійськими астрономами Сільвеном Арендом та Джорджем Роландом на одній із фотопластин нічного неба. Ця комета стала восьмою, знайденою в 1956 році. Вона була названа кометою Аренда — Роланда 1956h на честь її першовідкривачів. Оскільки це була третя комета, яка пройшла через перигелій в 1957 році, вона також отримала позначення 1957 III. Але в підсумку у 2009 році Міжнародний астрономічний союз (МАС) видав кометі офіційне позначення C/1956 R1 (Аренда — Роланда).
Позначення «C» вказує, що це була комета, яка входить до класу неперіодичних. «R1» вказує, що це була перша комета, виявлена протягом половини місяця, позначеної літерою «R» (тобто в період з 1 по 15 вересня).

## Виявлення
8 листопада 1956 року за допомогою подвійного астрографа в обсерваторії Уккеле. Бельгійські астрономи Сільвен Аренд і Джордж Роланд виявили на своїх фотопластинках нову комету. У той час комета мала видиму зоряну величину +10 із сильною центральною конденсацією і коротким хвостом. Раннє виявлення цієї комети дало змогу заздалегідь підготувати програми та обладнання для подальших спостережень.

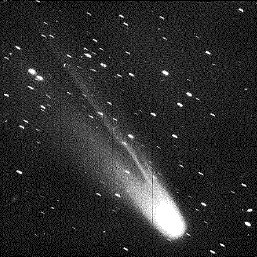
Фотографія комети 4 травня 1997 року

Орбіта комети була обчислена Майклом Кенді, який передбачив проходження перигелію 8 квітня 1957 року. Оскільки комета була вже відносно добре вивчена, він передбачив, що об'єкт буде добре видно протягом квітня в північній півкулі землі. На початку грудня комета перебувала на відстані 2,5 а. о. від Сонця і в 1,7 а. о від Землі. Вона перебувала в сузір'ї Риби до лютого того ж року.
Під час квітневого проходження перигелію хвіст комети досяг довжини дуги в 15°, а зовнішній вигляд самої комети коливався від стрічкоподібного 16 квітня і 5 травня до розщепленого на три промені 29 квітня. До 22 квітня біля комети також було видно аномальний хвіст розмахом у 5°. Цей хвіст надалі розтягнувся до розмаху в 12° 25 квітня і досяг свого максимального розміру за час спостереження. Хвіст зник до 29 квітня.
Після перигелію 8 квітня комета почала швидко зникати зі своєї максимальної видимої зоряної величини в −1. На початку травня вона була помічена при зоряної величини +5,46. До 8 травня величина зменшилася до 7 — це значно нижче межі чутливості неозброєного людського ока. 29 травня видимість впала до величини +8,55.
Це була перша комета, для пошуку якої були зроблені спроби виявити її на різних радіочастотах. Однак ці зусилля не мали успіху. Жодна комета не була успішно виявлена в радіодіапазоні до проходження комети C/1973 E1 (Когоутека) в 1973 році.

## Властивості
Комета пересувається гіперболічною орбітою, тобто пересувається з достатньою швидкістю, щоб повністю вирватися з сили тяжіння Сонячної системи. Це означає, що її ніколи зможуть побачити наземні спостерігачі без спеціального обладнання.
Спостереження за кометою протягом 520 днів дали змогу розрахувати її точні орбітальні елементи та характеристики. Проте розподіл орбітальних елементів показав хвилясту структуру, що передбачало негравітаційний вплив. За однією з версій, комета, можливо, утворилася в міжзоряному просторі, а не в хмарі Оорта, як вважається офіційно.
У перигелії комета випромінювала приблизно 7,5 × 104 молекул пилу і приблизно 1,5 × 1030 молекул газу в секунду. Вважається, що вирив пилу стався 2 квітня, за шість днів до перигелію. Хвіст був сформований із частинок пилу, випущених в період з 6 лютого по 1 березня 1957 року. Оцінки загальної кількості пилу, випущеної в зодіакальне світло коливаються від 3 × 108 до 5 × 1010 кілограмів.